# Villameriel
Villameriel es un municipio y localidad española en la provincia de Palencia, en la comunidad autónoma de Castilla y León. El término municipal, ubicado en la comarca de Boedo-Ojeda, tiene una población de 105 habitantes (INE 2024) e incluye las pedanías de Cembrero, Santa Cruz del Monte, Villorquite de Herrera y San Martín del Monte.

## Historia
Hacia mediados del siglo XIX la villa tenía contabilizada una población de 350 habitantes. Aparece descrita en el decimosexto volumen del Diccionario geográfico-estadístico-histórico de España y sus posesiones de Ultramar de Pascual Madoz de la siguiente manera:

VILLAMERIEL: v. con ayunt. en la prov. y dióc. de Palencia (10 leg.), aud. terr. y c. g. de Valladolid (18), part. jud. de Saldaña (4): sit. en un valle profundo, rodeado de elevadas cuestas montuosas; la combate mas particularmente el viento N., por cuya causa su clima es bastante frio y se padecen pulmonias, fiebres catarrales y en el verano tercianas y cuartanas. Tiene 112 casas, distribuidas en 7 calles y una plaza; casa de ayunt. con cárcel, una escuela de niños de ambos sexos, á la que concurren 43, dotada en 100 ducados anuales; una igl. parr. (Ntra. Sra. de la Asuncion), servida por un curado entrada y 2 beneficiados patrimoniales; el cementerio se halla inmediato á la poblacion en parage bien ventilado: al O. de la misma hay una fuente y otra al N. de abundantes y esquisitas aguas que sirven para el surtido del vec. Confina el térm. por N. con San Martin del Monte; E. Cumbrero y Calahorra; S. Santa Cruz del Monte, y O. Villamuño de Valdavia. El terreno, la parte baja ó valle es fuerte y feraz, pero la mayor parte es montuoso, poblado de robles, carrascos y otros arbustos. Los caminos son locales y malos, y la correspondencia se recibe de la administracion de Carrion de los Condes. prod.: trigo, cebada, centeno, avena, vino y legumbres; cria ganado lanar, vacuno, caballar, mular y asnal. ind.: se fabrica bastante paño vasto. pobl.: 48 vec., 250 almas, segun datos oficiales y segun noticias fidedignas, 100 de los primeros y 350 de las segundas. cap. prod.: 18,570 rs. imp.: 1,141: el presupuesto municipal asciende á 800 rs., y se cubre por reparto vecinal.
(Madoz, 1850, p. 189)

## Demografía
Cuenta con una población de 105 habitantes (INE 2024).
| Gráfica de evolución demográfica de Villameriel entre 1842 y 2021 |
| |
| Población de derecho según los censos de población del INE Población de hecho según los censos de población del INEEntre el censo de 1857 y el anterior, crece el término del municipio porque incorpora a 345028 (Cembrero), 345110 (S. Martín del Monte), 345115 (S. Cruz del Monte) y 345172 (Villorquite de Boedo) |

## Personas notables
- Casimiro Herrero Pérez (Villameriel, 1824-Nueva Cáceres, 1886) religioso agustino, obispo de Nueva Cáceres (Filipinas) desde 1881.